# Туровский городской Совет
Туровский городской Совет — городской Совет на территории Житковичского района Гомельской области Республики Беларусь.

## История
В 2014 году деревня Кремное включена в состав Озеранского сельсовета.

## Состав
Туровский горсовет включает 2 населённых пункта:
- Кремное — деревня.
- Туров — город.